# Franklin (New Hampshire)
Franklin è una città degli Stati Uniti d'America facente parte della contea di Merrimack nello stato del New Hampshire.